# اسدآباد (هنام)
اسدآباد روستایی در دهستان هنام بخش مرکزی شهرستان سلسله استان لرستان ایران است.

## جمعیت
بر پایه سرشماری عمومی نفوس و مسکن در سال ۱۳۹۵ جمعیت این روستا ۳۸ نفر (۱۱خانوار) بوده‌است.